# Christopher Kumwembe
Jacama Christopher Kumwembe (ur. 21 stycznia 1997 w Lilongwe) – piłkarz malawijski grający na pozycji napastnika. Od 2023 jest zawodnikiem klubu Mighty Wanderers FC.

## Kariera klubowa
Swoją karierę piłkarską Kumwembe rozpoczął w klubie Civil Service United FC, w którym w sezonie 2018 zadebiutował w pierwszej lidze malawijskiej. W 2023 roku przeszedł do Mighty Wanderers FC.

## Kariera reprezentacyjna
W reprezentacji Malawi Kumwembe zadebiutował 25 lutego 2023 w zremisowanym 1:1 towarzyskim meczu z Lesotho, rozegranym w Lilongwe.